# Nyári időszámítás

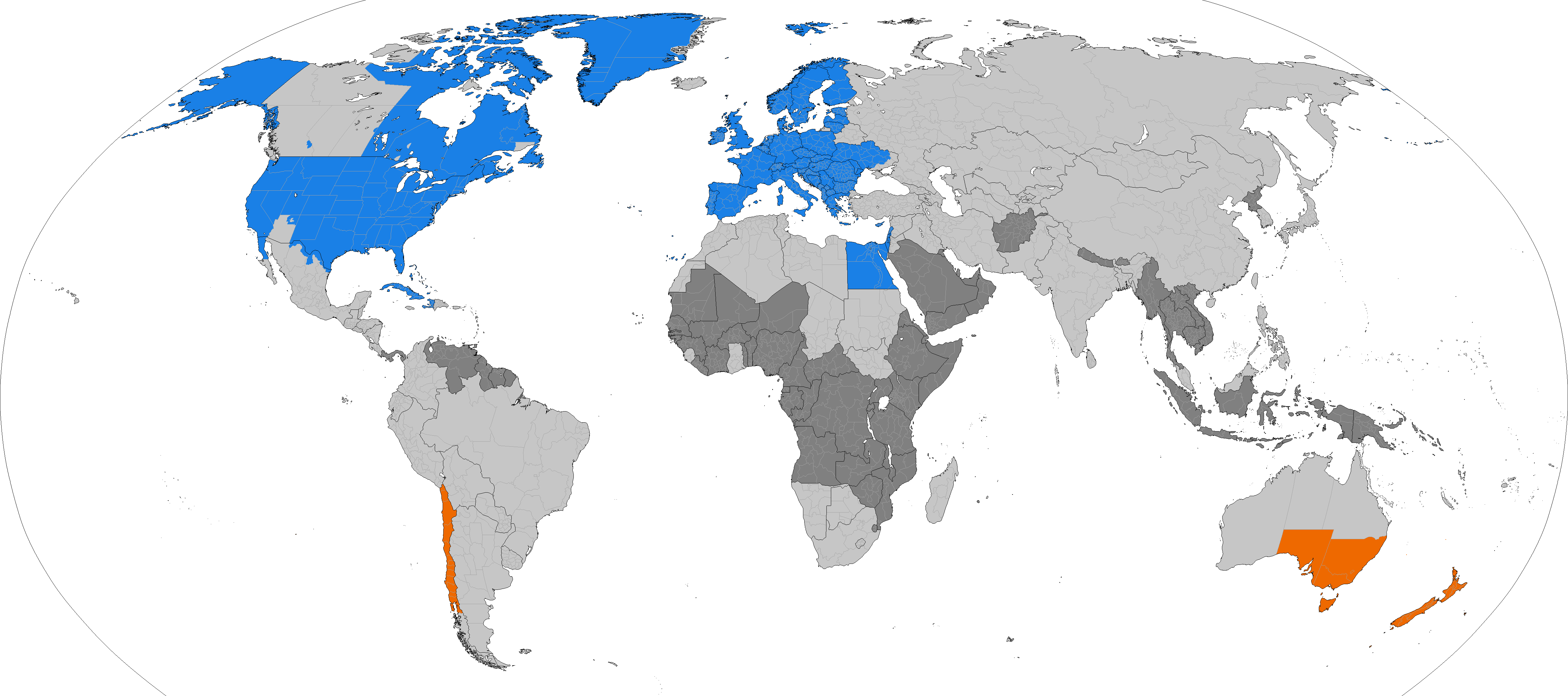
A nyári időszámítás használata a Föld országaiban

Átállítás nyári időszámításra

Visszatérés a nyári időszámítás végén az eredetire

A nyári időszámítás (angolul daylight saving time, rövidítve: DST), melyben a helyi időt 1 órával előre állítják az adott időzóna idejéhez képest. Széles körben elfogadott rendszer, alkalmazása jelenleg a Föld népességének közelítőleg negyedét érinti. Magyar elnevezése onnan ered, hogy ez az időszámítás nagyrészt a nyári időszakra esik.
Kezdetben csupán azért javasolták, mert a napfényes órák nyáron magasabb számát kihasználva, a mesterséges világítás mellőzésével energiát lehetett vele megtakarítani. A Föld forgástengelyének dőlése miatt a naptári év során adott földrajzi szélességen az éj és nappal időtartama folyamatosan változik. Ez a változás az egyenlítőnél szinte nulla a sarkok felé növekszik, a sarkkörökön túl (északi, déli sarkkör) szélsőséges: egésznapos nappal, vagy éjszaka is lehet. Nagyjából a 30. és 50. szélesség közti sávban van értelme a helyi idő egyórás átállításának.[forrás?] Az ebben a sávban fekvő európai országokban, a Német Császárság és az Osztrák–Magyar Monarchia területén vezettek be először nyári időszámítást az első világháború alatt, 1916. április 30-án.

## Megítélése
A nyári időszámítás 20. század elején történt első bevezetése óta folyamatos vita zajlik annak vélt és valós előnyeiről és hátrányairól, illetve arról, az előnyök ellensúlyozzák-e a hátrányokat.
Az alkalmazása mellett érvelők szerint használata az energiamegtakarításon túl más előnnyel is jár. Az egy órával későbbre tolódó napnyugta előny azoknak, akik iskolai, munkahelyi tevékenység után a szabadban szerveznek programot, strandolnak, hétvégi telkükön, családi házuk kertjében dolgoznak. Előny (például az építőiparban), hogy tovább végezhető értékteremtő munka mesterséges világítás használata nélkül a szabadtéri munkahelyeken. Az előnyök közé sorolják, hogy a jobb látási viszonyok miatt csökkenhet a közúti balesetek száma. Mivel az emberek kevesebbet tartózkodnak az utcán sötétben, ezért a bűncselekmények száma is csökkenhet.
Ellenzői szerint az elérhető energiamegtakarítás elhanyagolható mértékű és nem ellensúlyozza az évi kétszeri óraállítás adminisztratív és egyéb költségeit. Az emberi egészségre pedig a biológiai óra és az alvási ciklusok  megzavarásával károsan hat, sok ember nehezen alkalmazkodik az átálláskor, de hosszan tartó hatása is jelentkezhet egyeseknél.
A nyári időszámítás szabályait az Európai Unió 1996-ban egységesítette, majd 2001-ben irányelvben rögzítette. Magyarországon is 1996 óta ér véget a nyári időszámítás október utolsó hétvégéjén a korábban szokásos szeptember helyett.
Az EU-ban a nyári időszámítás március utolsó vasárnapján kezdődik, és október utolsó vasárnapjáig tart. Ennek megfelelően minden évben más dátumra esik, de az átállítás napja mindig vasárnap. Az óraátállítás az UTC szerint hajnali 1 órakor történik, vagyis Magyarországon márciusban helyi idő szerint 2 órakor előre (3-ra), októberben nyári idő szerint 3 órakor vissza (2-re) kell állítani az órákat.
Az Európai Bizottság 2018. szeptember 12-én elfogadott javaslata szerint az óraátállítás 2019-ben megszűnt volna. Az eredeti elképzelés szerint a tagállamoknak 2019 elejéig kellett volna jelezni, melyik időzónába szeretnének tartozni, de ez a határidő szűkösnek bizonyult, 2019 márciusában 2021-re tették át a döntés évét, addig kellett volna a tagállamoknak eldönteniük, hogy melyik időzóna lenne számukra az előnyösebb vagy elfogadottabb. A Covid19-pandémia illetve az Ukrajna elleni 2022-es orosz invázió miatt a tagállamok nem foglalkoztak ezzel, és egyelőre nem lehet tudni, mikor kerül újra napirendre az ügy.
Jelölése: általában az addig használt időzóna utáni „ST” betűkkel történik, például Európában a téli CET helyett nyáron CEST van érvényben (az „ST” eredete: „summer time”, vagyis „nyári idő”). Van még olyan értelmezése is, hogy Daylight Saving Time, ahol a Saving szó azt jelenti: megtakarítás.

## Alkalmazásának története
A nyári időszámítás ötlete nem új. Lényegében arról van szó, hogy a társadalom működése jobban igazodjon a Nap járásához, a nappal és éj hosszának a naptári év alatti állandó változásához. Míg a mezőgazdasági társadalmak életritmusa alkalmazkodott a természet változásaihoz (az ókori rómaiak például a nappalt tizenkét egyenlő hosszúságú órára osztották, ám az órák hossza az év során a nappalok változó hosszának megfelelően változott), addig az iparosított, városodott, városiasodott társadalmakban az ipari forradalom és az azzal megszülető műszaki újítások nyomán ez az összhang megbomlott.
A nyári időszámítás ötletét szokás Benjamin Franklinnak tulajdonítani. Ez azonban tévedés. Ő 1784-es, szatirikus kis írásában („Javaslat a világítás költségének csökkentésére”) valójában a korai kelésre buzdította az embereket. A modern kori óraátállítást elsőként 1895-ben George Vernon Hudson új-zélandi rovarszakértő javasolta. Hudson a Wellington Philosophical Society-hoz („wellingtoni filozófiai társaság”) beküldött írásában kétórás óraátállítást javasolt (az ottani nyári időszak szerint októberben 2 órával előre, márciusban 2 órával vissza). Javaslatát 1898-ban egy cikkben is ismertette, és bár volt érdeklődés az ötlet iránt, nem vezették be.
Az első komolyabb próbálkozás William Willett nevéhez fűződik, aki 1905-ben azzal az ötlettel állt elő, az órákat nyáron állítsák előbbre a hosszabb nappali világosság jobb kihasználása miatt. Javaslata 20 perces lépésekből állt, amiket április négy vasárnapján hajtottak volna végre (majd szeptember négy vasárnapján vissza). Willett ötlete megragadta Robert Pearce figyelmét, aki 1908 februárjában erre vonatkozó törvényjavaslatot terjesztett elő az angliai alsóházban. A törvényjavaslatot több ízben az angol parlament elé terjesztették, először 1909-ben tárgyalták, és különbizottságot neveztek ki a vizsgálatára. A javaslatot többen ellenezték, különösen a mezőgazdasággal foglalkozók, így a törvényt nem fogadták el. Willett 1915-ben meghalt, anélkül, hogy látta volna ötlete megvalósulását.
Az országok közül elsőként a Német Császárság és az Osztrák–Magyar Monarchia alkalmazta a nyári időszámítást, amit 1916 április 30-án 23:00-kor vezettek be a két birodalomban. Bevezetésének célja a világító gáz és villanyáram előállításához szükséges kőszénnel és kőolajjal való takarékosabb gazdálkodás volt, a mesterséges világításra való igény csökkentésével. Ezt akkor, az első világháború alatt gyorsan átvette az Egyesült Királyság, az Amerikai Egyesült Államok (az USA hivatalosan csak 1918-ban vezette be) és sok más ország, de a háború végével az országok visszaálltak a normál időszámításra. A második világháború kitöréséig nem is merült fel a használata. Akkor ismét a háborús erőforrásokkal való spórolás miatt vezették be.
A második világháború alatt az órákat néhány ország folyamatosan 1 órával előre állította (például az USA-ban 1942. február 9. és 1945. szeptember 30. között, ezt „War Time”-nak nevezték). Nagy-Britannia „dupla nyári időszámítás”-t használt, nyáron 2 órával előre állítva az órákat, télen pedig 1 órával. Nagy-Britanniában ekkor ismerték fel a nyári időszámítás üzemanyag-megtakarításra vonatkozó hatását.
Magyarországon 1954-57-ben még a munkanapok esti csúcsterhelésekor jelentkező kapacitási nehézségek enyhítésének reményében alkalmazták; 1954-es bevezetésénél a Minisztertanács abban a reményben volt, hogy a csúcsterhelés csökkenésével felszabaduló villamosenergia-kapacitást leginkább az alumíniumkohászatban lehet majd hasznosítani. 1958 és 1979 között a nyári időszámítás használata szünetelt, 1980-ban újra bevezették villamosenergia-megtakarítási céllal. 1996-ig – az európai egységesítésig – a jelenlegitől eltérően egy hónappal rövidebb volt a nyári időszámítás: március utolsó vasárnapjától szeptember utolsó vasárnapjáig tartott.
Az 1970-es évek energiaválságának hatására sok ország ismét bevezette használatát. Európában 1966 és 1981 között kezdték újra alkalmazni. Ezalatt egyes országokban rendszerben volt az óraátállítás, míg szomszédos országokban nem. 1980-ra az Európai Gazdasági Közösség (az EU elődje) összes tagállama bevezette, ekkor az Európai Közösség Tanácsa irányelvet fogalmazott meg a nyári időszámítás kezdő és befejező időpontjának egységesítéséről a Közösségen belül.
A Varsói Szerződés országai ebben az időszakban ugyanilyen megfontolás alapján vezettek be nyári időszámítást, szintén egymástól eltérő időpontokban.
Az Egyesült Államokban az 1960-as években kezdték egyes államokban az újbóli alkalmazását, ahol szintén egy 1966-os szövetségi jogszabály írta elő a kezdő és befejező dátumot arra az esetre, ha egy állam alkalmazni kívánta a nyári időszámítást. Arizona és Hawaii nem használ ma sem óraátállítást. Ausztráliában az egyes önkormányzati territóriumok illetősége az óraátállítás alkalmazása, nem az államoké. A déli féltekei télen 3 eltérő időszámítás van az ausztrál kontinensen, míg nyáron 5. A nyári időszámítás húsz év óta változatlan szabályai 2007-ben megváltoztak: az őszi időszakot 1 hónappal meghosszabbították. Az USA nyári időszámítási időszaka: március második vasárnapján (2007-ben március 11.), hajnali 2:00-kor kezdődött, és november első vasárnapján (2007-ben november 4.) hajnali 2:00-kor ért véget.
Oroszország a Szovjetunió fennállása idején, 1981-ben vezette be a nyári időszámítást, de 2011-ben megszüntette az óraátállítást. Az új moszkvai idő az addigi nyári idő (UTC+4) lett. 2014-ben azonban  a rossz tapasztalatok miatt Oroszország visszatért az állandó téli időszámításhoz, új moszkvai idő ismét (UTC+3) lett (óraátállítás továbbra sincs).
Fehéroroszország 2011-ben szüntette meg az órák rendszeres átállítását a szabvány idő az addigi nyári idő (UTC+3) lett. Ukrajna parlamentje, bár tervezte, végül elutasította az óraátállítás eltörlését.
2016 őszétől kezdve Törökország egész évben a korábbi nyári időszámítást (UTC+3) alkalmazza, így nem kell többé átállítani az órákat.
Brazília 2019-ben szüntette meg a nyári időszámítás használatát, a főváros, Brazíliaváros szabvány ideje UTC-3 lett, de a nagy kiterjedésű ország területét négy időzónára osztották.
2022. szeptember 21-én Irán azonban azonnali hatállyal eltörölte a nyári időszámítást, és egész évben a normál időszámítást követi.
2018. szeptember 12-én az Európai Bizottság javasolta, hogy a közösségben szüntessék meg az évi kétszeri óraátállítást, miután nyilvános konzultációt indított erről, és azon a válaszolók nagy többsége e gyakorlat ellen szavazott. Az Európai Parlament, illetve az EU Tanácsa dönt majd a kérdésről.
Az Európai Bizottság 2018-as javaslata értelmében az Európai Unió területén az órák nyári időszámításra történő rendszeres kötelező átállításának eltörlésére eredetileg 2019-ben került volna sor. A javaslatot a tagállamoknak (Az Európai Unió Tanácsának) és az Európai Parlamentnek (EP) is meg kellett volna szavaznia 2019 márciusáig, de végül az Európai Parlament 2019. március 26-i plenáris ülésén már úgy szavazták meg a javaslatot, hogy a céldátum 2021-re módosult (amit szintén nem tartottak be), azonban a kérdésben előbb az EP-nek meg kell állapodnia az Európai Unió Tanácsával is.
A tagállamok saját hatáskörükben dönthetnek arról, hogy melyik időzónába szeretnének tartozni. Így 2021. március 28-án hajnali 1 órakor (UTC szerint) került volna sor utoljára a nyári időszámításra való átállásra. Azok az országok, amelyek maradnának a jelenlegi időzónájukban (téli időszámítás), 2021. október 31-én hajnali egykor (UTC szerint) visszaállítják az óráikat, akik pedig a nyári időszámítás szerinti időzónát választják, azok nem állítanak órát. Ezt követően az Unió területén szezonális óraátállítás a javaslat értelmében nem lehetséges. A 2021-es céldátum úgy tűnik nem volt elegendő a tagállamok számára a szükséges előkészületekhez, további közvélemény-kutatások, hatástanulmányokat készítéséhez, a szomszédos államok szándékaival való egyeztetéshez. A magyar kormány egyelőre nem foglalkozott azzal, hogy a közép-európai időzónát (CET, téli) vagy a kelet-európai időzónát (EET, nyári) választja Magyarország: „A magyar emberek véleményét figyelembe véve, a későbbiekben kíván dönteni az ügyben”. 2021. február 25-én Gulyás Gergely a kormányinfón az Infostart kérdésére azt válaszolta, hogy Magyarország szerint a nyári időszámítás a jobb, de az lenne az előnyös, ha az EU tagországai egységesen döntenének és ahhoz tudna igazodni az ország.
A Covid19-pandémia miatt az Európai Unió Tanácsa és az Európai Bizottság a szükséges egyeztetéseket, megállapodásokat nem készítette el, és 2021 első félévében napirendi javaslat sem volt a témában, ezért 2021 őszén minden EU-tagország visszatért a téli időszámításra. Az Ukrajna elleni 2022-es orosz invázió miatt egyelőre nem lehet tudni, mikor kerül újra napirendre az ügy, így az eltörlés dátuma optimista forgatókönyv esetén is legkorábban 2025-ben lehetséges.
A cseh kormány 2021 szeptemberében úgy rendelkezett, hogy még öt éven keresztül a korábbi rend szerint fogják használni a nyári időszámítást, annak ellenére, hogy közben még tart az EU ennek megszüntetésére indított folyamata.
2025 februárjában az Európai Bizottság – áttekintve a régóta húzódó javaslatokat – megtartotta az eltörlést a függőben lévő javaslatok között (bár felmerült, hogy esetleg visszavonja). Ugyanakkor a továbblépéshez szükséges tagállamok közötti megállapodások terén nincsen semmilyen előrelépés.

## Nyári időszámítások adatai Magyarországon

### 1916–2019
| év    | hónaptól | naptól | órától | - | hónapig    | napig | óráig |
| 1916. | április  | 30.    | 23 h   | - | október    | 1.    | 1 h   |
| 1917. | április  | 16.    | 3 h    | - | június     | 17.   | 2 h   |
| 1918. | április  | 15.    | 3 h    | - | szeptember | 16.   | 2 h   |
| 1919. | április  | 15.    | 3 h    | - | november   | 24.   | 2 h   |
| 1941. | április  | 7.     | 23 h   | - |            |       |       |
| 1942. |          |        |        | - | november   | 2.    | 2 h   |
| 1943. | március  | 29.    | 2 h    | - | október    | 4.    | 2 h   |
| 1944. | április  | 3.     | 2 h    | - | október    | 2.    | 2 h   |
| 1945. | május    | 1.     | 23 h   | - | november   | 1.    | 0 h   |
| 1946. | március  | 31.    | 2 h    | - | október    | 6.    | 0 h   |
| 1947. | április  | 6.     | 2 h    | - | október    | 5.    | 3 h   |
| 1948. | április  | 4.     | 2 h    | - | október    | 3.    | 3 h   |
| 1949. | április  | 10.    | 2 h    | - | október    | 2.    | 3 h   |
| 1954. | május    | 23.    | 0 h    | - | október    | 2.    | 2 h   |
| 1955. | május    | 22.    | 2 h    | - | október    | 2.    | 2 h   |
| 1956. | június   | 3.     | 2 h    | - | szeptember | 30.   | 3 h   |
| 1957. | június   | 2.     | 2 h    | - | szeptember | 29.   | 3 h   |
| 1980. | április  | 6.     | 0 h    | - | szeptember | 28.   | 0 h   |
| 1981. | március  | 29.    | 0 h    | - | szeptember | 27.   | 1 h   |
| 1982. | március  | 28.    | 0 h    | - | szeptember | 26.   | 1 h   |
| 1983. | március  | 27.    | 0 h    | - | szeptember | 25.   | 1 h   |
| 1984. | március  | 25.    | 2 h    | - | szeptember | 30.   | 3 h   |
| 1985. | március  | 31.    | 2 h    | - | szeptember | 29.   | 3 h   |
| 1986. | március  | 30.    | 2 h    | - | szeptember | 28.   | 3 h   |
| 1987. | március  | 29.    | 2 h    | - | szeptember | 27.   | 3 h   |
| 1988. | március  | 27.    | 2 h    | - | szeptember | 25.   | 3 h   |
| 1989. | március  | 26.    | 2 h    | - | szeptember | 24.   | 3 h   |
| 1990. | március  | 25.    | 2 h    | - | szeptember | 30.   | 3 h   |
| 1991. | március  | 31.    | 2 h    | - | szeptember | 29.   | 3 h   |
| 1992. | március  | 29.    | 2 h    | - | szeptember | 27.   | 3 h   |
| 1993. | március  | 28.    | 2 h    | - | szeptember | 26.   | 3 h   |
| 1994. | március  | 27.    | 2 h    | - | szeptember | 25.   | 3 h   |
| 1995. | március  | 26.    | 2 h    | - | szeptember | 24.   | 3 h   |
| 1996. | március  | 31.    | 2 h    | - | október    | 27.   | 3 h   |
| 1997. | március  | 30.    | 2 h    | - | október    | 26.   | 3 h   |
| 1998. | március  | 29.    | 2 h    | - | október    | 25.   | 3 h   |
| 1999. | március  | 28.    | 2 h    | - | október    | 31.   | 3 h   |
| 2000. | március  | 26.    | 2 h    | - | október    | 29.   | 3 h   |
| 2001. | március  | 25.    | 2 h    | - | október    | 28.   | 3 h   |
| 2002. | március  | 31.    | 2 h    | - | október    | 27.   | 3 h   |
| 2003. | március  | 30.    | 2 h    | - | október    | 26.   | 3 h   |
| 2004. | március  | 28.    | 2 h    | - | október    | 31.   | 3 h   |
| 2005. | március  | 27.    | 2 h    | - | október    | 30.   | 3 h   |
| 2006. | március  | 26.    | 2 h    | - | október    | 29.   | 3 h   |
| 2007. | március  | 25.    | 2 h    | - | október    | 28.   | 3 h   |
| 2008. | március  | 30.    | 2 h    | - | október    | 26.   | 3 h   |
| 2009. | március  | 29.    | 2 h    | - | október    | 25.   | 3 h   |
| 2010. | március  | 28.    | 2 h    | - | október    | 31.   | 3 h   |
| 2011. | március  | 27.    | 2 h    | - | október    | 30.   | 3 h   |
| 2012. | március  | 25.    | 2 h    | - | október    | 28.   | 3 h   |
| 2013. | március  | 31.    | 2 h    | - | október    | 27.   | 3 h   |
| 2014. | március  | 30.    | 2 h    | - | október    | 26.   | 3 h   |
| 2015. | március  | 29.    | 2 h    | - | október    | 25.   | 3 h   |
| 2016. | március  | 27.    | 2 h    | - | október    | 30.   | 3 h   |
| 2017. | március  | 26.    | 2 h    | - | október    | 29.   | 3 h   |
| 2018. | március  | 25.    | 2 h    | - | október    | 28.   | 3 h   |
| 2019. | március  | 31.    | 2 h    | - | október    | 27.   | 3 h   |

### 2020–2029
A nyári időszámítás kezdete március utolsó vasárnapja, vége október utolsó vasárnapja. Az óra az aktuális magyar időt jelzi.
| év    | hónaptól | naptól | órától | - | hónapig | napig | óráig |
| ----- | -------- | ------ | ------ | - | ------- | ----- | ----- |
| 2020. | március  | 29.    | 2 h    | - | október | 25.   | 3 h   |
| 2021. | március  | 28.    | 2 h    | - | október | 31.   | 3 h   |
| 2022. | március  | 27.    | 2 h    | - | október | 30.   | 3 h   |
| 2023. | március  | 26.    | 2 h    | - | október | 29.   | 3 h   |
| 2024. | március  | 31.    | 2 h    | - | október | 27.   | 3 h   |
| 2025. | március  | 30.    | 2 h    | - | október | 26.   | 3 h   |
| 2026. | március  | 29.    | 2 h    | - | október | 25.   | 3 h   |
| 2027. | március  | 28.    | 2 h    | - | október | 31.   | 3 h   |
| 2028. | március  | 26.    | 2 h    | - | október | 29.   | 3 h   |
| 2029. | március  | 25.    | 2 h    | - | október | 28.   | 3 h   |

## Energiamegtakarítás Magyarországon
A hazai villamosenergia-rendszert irányító Magyar Villamosenergia-ipari Átviteli Rendszerirányító Zrt. (MAVIR) szakemberei 1949 óta gyűjtik és elemzik a mindenkori fogyasztási adatokat. A MAVIR egy 2017-es közleménye szerint az óraátállításoknak köszönhetően éves szinten  100-120 gigawattórával (GWh) kevesebb áramot használ fel az ország, ami 30-40 ezer háztartás éves fogyasztásának felel meg (egy kisebb város éves fogyasztása). A KSH adatai alapján 2017-ben 37.230,647 GWh volt az összes hazánkban szolgáltatott villamosenergia. Ebből számítva a megtakarítás mértéke: 120/37.230,647*100=0,32 százalék.

## Előnyök és hátrányok
A nyári időszámítás 20. század elején történt első bevezetése óta folyamatos vita zajlik annak vélt és valós előnyeiről és hátrányairól, illetve arról, hogy az előnyök ellensúlyozzák-e a hátrányokat.

### Előnyök
- A kevesebb mesterséges világítás miatt energiamegtakarítás jelentkezik személyes, országos és globális szinten, ami kisebb környezeti terheléssel, kevesebb CO2 kibocsátással is jár. Bár az ellenzők szerint az óraátállításból eredő energiamegtakarítás nem jelentős, Magyarországon pl. 2011-ben ez 120 gigawattóra megtakarítás volt, kb. 6 milliárd forint, ami minden lakosra vetítve kb. hatszáz forintot jelent.[40][41]
- Csökken a délutáni szürkület miatt bekövetkező közúti balesetek száma, valamint az esti betörések száma is.[42]
- A legtöbb dolgozó ember, akik túlnyomó többsége nappali műszakban dolgozik, előnynek tartja, hogy délután tovább van világos, és a szabadidő eltöltésének lehetősége a szabadban egy órával meghosszabbodik a hosszabb ideig tartó világosság miatt.
- Világosban az emberek szívesebben sportolnak, ez pozitív hatással van az egészségükre. A több fény hatására a szervezetben több D-vitamin[43] termelődik, ami erősíti az immunrendszert. Az embereket érő több napsütés hatására jobb az emberek hangulata.
- A családtagok hosszabb időt tudnak együtt eltölteni a szabadban, ez javítja a családon belüli kapcsolatokat, a szülő-gyermek viszonyt, és további energiamegtakarítást is okoz, ha a a család több időt tölt a szabadban (kevesebb áramot fogyaszt otthon, ha a tévé, számítógép, hifi, légkondicionáló ki van kapcsolva).
- A turizmusból származó bevétel növekedhet, mivel a turistáknak több idejük van a pénzüket nappali tevékenység közben elkölteni.[44]

### Hátrányok
- Az emberi egészségre a biológiai óra és az alvási ciklusok megzavarásával bizonyíthatóan károsan hat, hátrányos hatású a közérzetre rövid távon.[45][46][47]
- Egy, az Amerikai Egyesült Államokban végzett kutatás, amely a nyári időszámításnak az öngyilkosságok számára gyakorolt hatását vizsgálta a 2006–2017 közötti adatok alapján, azt találta, hogy statisztikailag magasabb az öngyilkosságok száma, március és október között, mint november és február között (kb. 130 ezer fő/4hó, míg a másik két négyhónapos időszak alatt 16-18 ezer fővel magasabb a 332 milliós lakosság körében). (A lehetséges okokra vonatkozóan a kutatás nem adott magyarázatot, kizárólag a statisztikai összefüggést állapította meg azokban a négyhónapos időszakokban, amelyek nagyjából a nyári időszámítás idejére esnek.)[48]
- Az átállítás időszakában a közúti balesetek száma 2%-kal nő.[49][50] – Ezt az állítást az ORFK cáfolta.[51]
- Kényelmetlen, és zavart okoz a különféle berendezések óráinak átállítása évente kétszer,[52][53][54] bár a legtöbb modern elektronikus készülék ezt automatikusan elvégzi.[55]
- A Magyar Államvasutak gyakorlata szerint az őszi óraátállításkor hajnalban közlekedő néhány vonat 1 órát vesztegel, tavasszal viszont akár egy órát is késhet.[56]
- A szezonális depresszióban szenvedőkre hátrányos, ha reggel, amikor fel kell kelni még sötét van (amit nem ellensúlyoz, hogy este később megy le a nap).[57][58]
- Több kutatás is az állapította meg, hogy a gyermekek többségének túl korai 8 órai iskolakezdés. Álmosan kerülnek az iskolapadba, kevésbé tudnak koncentrálni, emiatt sokkal egészségesebb, ha legalább fél, esetleg egy órával később kezdenek a tanulásnak. A későbbi kezdés előnyeit viszont az óra-előreállítással elveszítik.[59][60][61]
- Ha az állatok fejési idején változtatnak, az hátrányosan érinti a lefejt tej mennyiségét, ami akár 10%-kal is kevesebb lehet.[62][63]

## Egészségügyi vonatkozások
Sokak számára az óraátállítás akár 1-2 hétig tartó kellemetlen közérzettel, fejfájással, figyelmetlenséggel, csökkent koncentrálóképességgel jár, mivel az ember belső, biológiai óráját nem lehet egy pillanat alatt átállítani. Az alvási ciklus is felborul, az ember este nem tud elaludni, reggel pedig kialvatlanul ébred. A tavaszi óraátállítás utáni három napban megnövekszik az infarktusos esetek száma. (Az őszi visszaállításkor hasonló mértékben csökken). A tavasszal néhány napig (egyénenként változó) reggelente az a jellemző, hogy a melatonintermelés még nem állt át, a glükokortikoidszint is alacsony. A vércukorszint még az alvási időnek megfelelő, ami nem elég a nappali aktivitáshoz. A csecsemők, a gyerekek és az idősek szervezete nehezebben alkalmazkodik az óraátállításhoz. Különösen megterhelő az évi kétszeri óraátállítás az alvászavarokkal küzdő és a szervi betegségekben szenvedő embereknek. Amíg a belső és külső óra nem kerül összhangba, a következő tünetek léphetnek fel:
- Alvászavarok
- Fáradtság
- Depresszív hangulat
- A szívfrekvencia ingadozása
- A koncentrálóképesség csökkenése
- Ingerültség
- Étvágytalanság
- Emésztési problémák[65]

Purebl György, a Magyar Pszichiátriai Társaság elnöke szerint a lelki betegségeket nem az óraátállítás okozza: akinek lelki problémát okoz a sötétség hosszának változása, az valamilyen pszichiátriai problémától szenved.

### Tanácsok az átálláshoz
- A szabadban végzett reggeli könnyű futás vagy gyors séta növeli a szerotonin előállítását az agyban, ami elősegíti a megváltozott külső ciklushoz való igazodást.
- A reggeli sötétségben az erős mesterséges fény alkalmazása meggyorsítja a belső óra fényhez való szinkronizálását.
- Az óraátállítást követő 10 napban legyünk különösen óvatosak és körültekintőek a közlekedésben, és a balesetveszélyes otthoni elfoglaltságokat is kerüljük (például ablakmosás).

## Érdekességek
- Az USA területén 1945 és 1966 között széles körű káoszt okozott a nyári időszámítás alkalmazása a vonatok, a távolsági buszok és a műsorszórás területén, mert az egyes államok szabadon választhattak, hogy alkalmazzák-e vagy nem a nyári időszámítást, és ha igen, milyen dátumtól kezdve. Az amerikai kongresszus 1966-ban vetett véget a zűrzavarnak, amikor a Uniform Time Act megnevezésű törvényben előírta, hogy a nyári időszámítás kezdete április utolsó vasárnapja, a vége pedig október utolsó vasárnapja. Ugyanakkor az egyes államoknak joguk van megszabni, hogy egyáltalán alkalmazzák-e a nyári időszámítást.[66]
- 1999 szeptemberében Ciszjordániában nyári időszámítás volt érvényben, míg Izraelben akkor álltak vissza a szokásos időzónára. Ciszjordániai terroristák időzített bombákat készítettek elő, amit Izraelben lévő társaiknak juttattak el. Ők azonban félreértették a bombákon beállított időt, így azok egy órával korábban robbantak fel, megölve három terroristát, a tervezett két busznyi áldozat helyett.[67]
- Az Egyesült Államokban Halloweenkor négyszer annyi az utakon a gyermekbalesetek száma, mint máskor, ezért november első vasárnapjáig kiterjesztették a nyári időszámítás időszakát. Az intézkedés nem volt annyira hatásos, mint lehetett volna, mivel sok gyermek megvárta a sötétedést, és akkor indultak az ilyenkor szokásos körútjukra.[67]
- A középhullámú rádióállomások jelei az éjszaka folyamán messzebbre terjednek, mint nappal. Emiatt napközben több rádióadó üzemelhet egymás közelében anélkül, hogy zavarnák egymást. Emiatt az Egyesült Államokban több száz állomás engedélye csak a nappali időszakra szól. A nyári időszámítás miatt ezek az állomások elveszítik a számukra legjövedelmezőbb időszakot, a reggeli munkába járás idejét, amikor az autóban ülők őket hallgatták. A veszteséget nem pótolja az esti adásidő.[67]
- Egy tanulmány szerint, amit az U.S. Law Enforcement Assistance Administration végzett, az Egyesült Államokban a bűncselekmények száma következetesen alacsonyabb a nyári időszámítás alatt, mint más hasonló időszakokban. Az adatok azt mutatták, hogy az erőszakos bűncselekmények 10-13 százalékkal csökkentek. Egyértelmű, hogy a legtöbb bűncselekmény elkövetésekor a sötétség fontos tényező (ilyen például az utcai rablótámadás), ezekből sokkal több esemény történik röviddel szürkület után.[67]
- Kaliforniában egy tizenéveseket szállító személyautó felborult az úton, megölve egyik utasát, többen pedig megsérültek. Az autó vezetője azzal védekezett, hogy az úttest locsolás miatt rendkívül síkos volt, ezért az autó megcsúszott. A környéken a locsolást végző, számítógéppel vezérelt berendezés az üzemeltető állítása szerint csak a végzetes baleset bekövetkezte után 15 perccel indult be. Valószínűsíthető azonban, hogy a locsolóberendezés az akkoriban érvényben lévő nyári időszámítás szerint egy órával korábban, vagyis a baleset előtt 45 perccel kapcsolt be, így ennyi idő alatt síkossá tehette az úttestet, ami a végzetes baleset bekövetkezéséhez vezetett.[67]
- Az 1973-as olajembargót követően az Amerikai Egyesült Államok Kongresszusa kiterjesztette a nyári időszámítás időtartamát a szokásos 6 hónap helyett 8 hónapra. Ebben az időszakban az amerikai Közlekedési Minisztérium (U.S. Department of Transportation) azt állapította meg, hogy mintegy 10 000 hordó olajnak megfelelő energia takarítható meg naponta, ami összesen plusz 600 000 hordó olajnak felelt meg mindkét évben (a két hónappal hosszabb időszak miatt).[67]